# Commedia dell'arte
Commedia dell'arte je komedija v improviziranem načinu, to pomeni, da igralci niso imeli napisanega besedila, temveč so na odru odigrali improvizirane dialoge (vendar v danih vzorcih; trdno določen pa je bil samo zaris dogajanja). Commedia dell'arte je nastala v Italiji v 16. stoletju in ostala priljubljena vse do 18. stoletja. Na začetku so se predstave odvijale na prostem s skromno scenografijo, ki so jo sestavljali maloštevilni odrski predmeti. Gledališke skupine so največkrat štele deset oseb, od tega sta bili dve ženski, osem pa je bilo moških.

## Izvor
Pojem commedia dell'arte se je prvič pojavil leta 1750 v Goldonijevi komediji Il teatro comico, kjer opisuje igralce, ki recitirajo z maskami in svoje vloge improvizirajo. Tukaj Goldoni govori o poklicnih igralcih, ki uprizarjajo "commedio dell'arte" oziroma "commedio delle professioni" (sl. poklicne komedije), saj uporablja izraz "arte", ki se nanaša na delo oziroma poklic. Italijanska beseda "arte" je namreč tedaj označevala tako umetnost, kot tudi poklic.

## Stalni komični tipi
V commedi dell'arte nastopajo stalni komični tipi, kot so: Pantalone, Arlecchino, Dottore, Pulcinella, Scaramuccia, Colombina, Balanzone, Meneghino, Scapino, Brighella ... 
| Arlecchino | Ballanzone | Pulcinella | Colombina | Pantalone | Giangurgolo | Scaramuccia | Brighella | Scapino |
| ---------- | ---------- | ---------- | --------- | --------- | ----------- | ----------- | --------- | ------- |
|            |            |            |           |           |             |             |           |         |

## Vplivi
Elemente commedie dell'arte je v klasicizmu prevzel Moliere, kasneje pa predvsem avtorji v 18. stoletju, kot sta bila Carlo Goldoni in Beaumarchais.